# Œuvres de François Walthéry
Cette page recense la bibliographie de François Walthéry par ordre chronologique. Sont ici énumérées uniquement ses bandes dessinées, qu'il soit dessinateur ou scénariste.

## Années 1960
- 3 Benoît Brisefer 3 : Les Douze travaux de Benoît Brisefer, Dupuis, Marcinelle, 1968
Scénario : Yvan Delporte, Peyo - Dessin : François Walthéry
- 4 Benoît Brisefer 4 : Tonton Placide, Dupuis, Marcinelle, 1969
Scénario : Gos, Peyo - Dessin : François Walthéry

## Années 1970
- 5 Benoît Brisefer 5 : Le Cirque Bodoni, Dupuis, Marcinelle, 1971
Scénario : Peyo - Dessin : François Walthéry
- 1 Natacha 1 : Natacha, hôtesse de l'air, Dupuis, Marcinelle, 1971
Scénario : Gos - Dessin : François Walthéry
- 2 Natacha 2 : Natacha et le Maharadjah, Dupuis, Marcinelle, 1972
Scénario : Gos - Dessin : François Walthéry
- 6 Benoît Brisefer 6 : Lady d'Olphine, Dupuis, Marcinelle, 1973
Scénario : Peyo - Dessin : François Walthéry
- 3 Natacha 3 : La mémoire de métal, Dupuis, Marcinelle, 1974
Scénario : Étienne Borgers, François Walthéry, Marc Wasterlain - Dessin : François Walthéry
- 4 Natacha 4 : Un trône pour Natacha, Dupuis, Marcinelle, 1975
Scénario : Maurice Tillieux - Dessin : François Walthéry
- 5 Natacha 5 : Double vol, Dupuis, Marcinelle, 1976
Scénario : Gos, Hao, Lemasque, François Walthéry - Dessin : Mittéï, François Walthéry
- 6 Natacha 6 : Le Treizième Apôtre, Dupuis, Marcinelle, 1978
Scénario : Maurice Tillieux - Dessin : François Walthéry
- 7 Natacha 7 : L'hôtesse et Monna Lisa, Dupuis, Marcinelle, 1979
Scénario : Mittéï, François Walthéry - Dessin : Pierre Seron, François Walthéry

## Années 1980
- 1 Jacky et Célestin 1 : Vous êtes trop bon, Dupuis, coll. « Péchés de Jeunesse », Marcinelle, 1980
Scénario : Peyo, Vicq - Dessin : François Walthéry
- 1 Le Vieux Bleu, Dupuis, coll. « Les Meilleurs Récits du journal de Spirou », Marcinelle, 1980
Scénario : Raoul Cauvin - Dessin : François Walthéry
- 8 Natacha 8 : Instantanés pour Caltech, Dupuis, Marcinelle, 1981
Scénario : Étienne Borgers - Dessin : Jidéhem, François Walthéry
- Pipo et compagnie, Bédésup, 1981
Scénario : Mittéï - Dessin : François Walthéry
- 2 Jacky et Célestin 2 : Casse-tête chinois, Dupuis, coll. « Péchés de Jeunesse », Marcinelle, 1982
Scénario : Derib, Gos, Peyo - Dessin : François Walthéry
- 9 Natacha 9 : Les Machines incertaines, Dupuis, Marcinelle, 1983
Scénario : Étienne Borgers - Dessin : Jidéhem, François Walthéry
- 3 Jacky et Célestin 3 : Le Chinois est rancunier, Dupuis, coll. « Péchés de Jeunesse », Marcinelle, 1983
Scénario : Gos, Peyo - Dessin : François Walthéry
- 10 Natacha 10 : L'Île d'outre-monde, Dupuis, Marcinelle, 1984
Scénario : Marc Wasterlain - Dessin : François Walthéry, Will
- 11 Natacha 11 : Le Grand Pari, Dupuis, Marcinelle, 1985
Scénario : Mittéï - Dessin : Laudec, François Walthéry
- 4 Jacky et Célestin 4 : Sur la piste du Scorpion, Dupuis, coll. « Péchés de Jeunesse », Marcinelle, 1985
Scénario : Peyo - Dessin : François Walthéry
- Les Enquêtes de l'inspecteur Hoover : L'affaire maison-net, Kahni, 1985
Scénario et dessin : François Walthéry
- 12 Natacha 12 : Les Culottes de fer, Dupuis, Marcinelle, 1986
Scénario : Mittéï - Dessin : Laudec, François Walthéry
- Walthéry, Natacha & Co, Dupuis, Marcinelle, 1987
Scénario : Jean-Paul Tibéri - Dessin : François Walthéry
- 13 Natacha 13 : Les Nomades du ciel, Dupuis, Marcinelle, 1988
Scénario : Raoul Cauvin - Dessin : Laudec, François Walthéry
- Tchantchès, Khani, 1988
Scénario : Michel Dusart, Jean Jour - Dessin : Francis, Laudec, François Walthéry - Couleurs : Vittorio Leonardo
- 14 Natacha 14 : Cauchemirage, Marsu Productions, Monaco, 1989
Scénario : Mythic, Thierry Martens - Dessin : Mittéï, François Walthéry
- 1 Le P'tit Bout d'chique, Marsu Productions, Monaco, 1989
Scénario et dessin : François Walthéry - Couleurs : Vittorio Leonardo -  (ISBN 2-9502211-3-0)

## Années 1990
- Mambo à Buenos Aires, Notes en Bulles, 1990
Scénario : Patrick Dewez - Dessin : Georges Van Linthout, François Walthéry - Couleurs : Ida Volcano
- 15 Natacha 15 : La ceinture de Cherchemidi, Marsu Productions, Monaco, 1992
Scénario : Peyo - Dessin : Mittéï, François Walthéry
- Betty Strip, Noir Dessin Production, Grivegnée, 1992
- 2 Le P'tit Bout d'chique 2 : Bout à bout, Marsu Productions, Monaco, 1992
Scénario : Serdu - Dessin : François Walthéry
- Demande spéciale, Noir Dessin Production, Grivegnée, 1992
Scénario et dessin : François Walthéry
- La Convention des Droits de l'Enfant, Le Lombard, Bruxelles, 1993
Scénario : Robert Gilliquet - Dessin : Didier Casten, François Walthéry
- 1 Rubine 1 : Les Mémoires troubles, Le Lombard, 1993
Scénario : Mythic - Dessin : Dragan De Lazare, François Walthéry
- 16 Natacha 16 : L'Ange blond, Marsu Productions, Monaco], 1994
Scénario : Maurice Tillieux - Dessin : Georges Van Linthout, François Walthéry
- 1 Une femme dans la peau, P&T Production, 1994
Scénario : Fritax - Dessin : Georges Van Linthout, François Walthéry - Couleurs : Georges Van Linthout
- 2 Rubine 2 : Fenêtre sur rue, Le Lombard, 1994
Scénario : Mythic - Dessin : Dragan De Lazare, François Walthéry
- 3 Rubine 3 : Le Second témoin, Le Lombard, 1994
Scénario : Mythic - Dessin : Dragan De Lazare, François Walthéry
- 2 Tchantchès, gamin des rues, Noir Dessin Production, Grivegnée, 1995
Scénario : Michel Dusart, Jean Jour - Dessin : Didier Casten, François Walthéry
- Natacha et Jess Long : Vacances manquées, Noir Dessin Production, Grivegnée, 1995
Scénario : Raoul Cauvin - Dessin : Arthur Piroton, François Walthéry
- 4 Rubine 4 : Serial killer, Le Lombard, 1996
Scénario : Mythic - Dessin : Dragan De Lazare, François Walthéry
- 17 Natacha 17 : La veuve noire, Marsu Productions, Monaco], 1997
Scénario : Michel Dusart - Dessin : Georges Van Linthout, François Walthéry
- 5 Rubine 5 : La Disparue d'Halloween, Le Lombard, 1997
Scénario : Mythic - Dessin : Dragan De Lazare, François Walthéry
- 18 Natacha 18 : Natacha et les dinosaures, Marsu Productions, Monaco], 1998
Scénario : Marc Wasterlain - Dessin : François Walthéry
- 6 Rubine 6 : America, Le Lombard, 1998
Scénario : Mythic - Dessin : Dragan De Lazare, François Walthéry

## Années 2000
- 7 Rubine 7 : Devoirs de vacances, Le Lombard, 2000
Scénario : Mythic - Dessin : Dragan De Lazare, François Walthéry
- 2 Dans la peau d'une femme, Joker éditions, 2001
Scénario : Mythic - Dessin : Bruno Di Sano, François Walthéry - Couleurs : Martine Chardez
- 8 Rubine 8 : 96 heures, Le Lombard, 2002
Scénario : Mythic - Dessin : Dragan De Lazare, François Walthéry -  (ISBN 2-8036-1758-7)
- 3 Au malheur des dames, Joker éditions, 2002
Scénario : Mythic - Dessin : Bruno Di Sano, François Walthéry - Couleurs : Martine Chardez
- 19 Natacha 19 : La mer de rochers, Marsu Productions, Monaco, 2004
Scénario : Peyo - Dessin : François Walthéry
- 9 Cité modèle, Le Lombard, 2004
Scénario : Mythic - Dessin : Boyan, François Walthéry -  (ISBN 2-8036-2006-5)
- 4 Johanna 4 : La Dame des sables, Joker éditions, 2005
Scénario : Mythic - Dessin : Bruno Di Sano, François Walthéry - Couleurs : Studio Leonardo
- 2 Les Ceux de chez nous 2 : Les Deux font la paire d'après une nouvelle de Marcel Remy, Grivegnée, Noir Dessin Production
Scénario : et - Dessin : François Walthéry - Décors et encrages : Jean-François De Marchin - Couleurs : 2005
- 10 Série noire, Le Lombard, 2006
Scénario : Mythic - Dessin : Boyan, François Walthéry -  (ISBN 2-8036-2089-8)
- 20 Natacha 20 : Atoll 66, Marsu Productions, Monaco, 2007
Scénario : Guy d'Artet - Dessin : Di Sano, François Walthéry -  (ISBN 978-2-354-26007-1)[1]
- intégrale Jacky et Célestin : Les 4 premiers albums de Walthéry, Noir Dessin Production, coll. « Les classiques de la BD Belge », Grivegnée, 2008
Scénario : Peyo - Dessin : François Walthéry
- 11 Photo de classe, Le Lombard, 2009
Scénario : Mythic - Dessin : Bruno Di Sano, François Walthéry -  (ISBN 978-2-8036-2140-8)

## Années 2010
- 12 Le Lac Wakanala, Le Lombard, 2010
Scénario : Mythic - Dessin : Bruno Di Sano, François Walthéry
- 21 Natacha 21 : Le Regard du passé, Marsu Productions, Monaco, 2010
Scénario : Mythic, Thierry Martens - Dessin :  François Walthéry[2]
- Pin-Up, Noir Dessin Production, Grivegnée, 2010
Scénario et dessin : François Walthéry
- 13 Rubine 13 : L'Héritier fragile, Le Lombard, 2011
Scénario : Mythic - Dessin : Bruno Di Sano, François Walthéry
- 2 Le Vieux bleu, Noir Dessin Production, Grivegnée, 2011
Scénario : Raoul Cauvin - Dessin : François Walthéry - Couleurs : Cerise
- Tiroirs secrets de F. Walthéry, Noir Dessin Production, Grivegnée, 2012
Scénario : Divers - Dessin : François Walthéry
- 22 Natacha 22 : L’Épervier bleu, Dupuis, Marcinelle, 2014
Scénario : Sirius - Dessin : , François Walthéry
- 1 Natacha, Livre d'or, Noir Dessin Production, Grivegnée, 2014
Scénario et dessin : François Walthéry
- 23 Sur les traces de l’Épervier bleu, Dupuis, Marcinelle, 2018
Scénario : Sirius - Dessin : François Walthéry

## Participation à des collectifs
- L'Oiseau de la paix, Association du livre de la paix, janvier 1986
Scénario et couleurs : collectif - Dessin : collectif dont François Walthéry - 40 auteurs réunis pour un album pour la paix[3]
- La Bande à Renaud, Delcourt, octobre 1986
Scénario et couleurs : collectif - Dessin : collectif dont François Walthéry -  (ISBN 2-906187-01-1)[4]
- Népal, 25 avril 2015 - La BD se mobilise, Place du sablon, août 2015
Scénario et couleurs : collectif - Dessin : collectif dont François Walthéry -  (ISBN 978-2-88936-006-2)
- 16TL Percevan - La Magicienne des eaux profondes, L'Onomatopée, juin 2019
Scénario : Jean Léturgie - Dessin : Philippe Luguy - Contient un dossier de 21 pages intitulé Voyage graphique et un dossier de 107 pages intitulé Galerie des acteurs par différents auteurs dont François Walthéry,  (ISBN 978-2-9701110-4-7)